# نادي الحي الرياضي
نادي الحي الرياضي العراقي نادي عراقي، مقره في قضاء الحي، واسط، تأسس في 18 يناير 1972 ويُعد من أحد أقدم أندية محافظة واسط وقد شارك في بطولة كأس العراق ودوري الدرجة الثانية ودوري الدرجة الأولى.

## الشعار وزي النادي
شعار النادي مشتق من مرقد التابعي سعيد بن جبير الذي يقع مرقدة في قضاء الحي. عرف النادي بزيه الأول ذو اللون الابيض والخطوط الخضراء، والزي الثاني بلونه الاخضر والخطوط البيضاء، والاحتياطي باللون الازرق.

## الملعب
يُلعب نادي الحي الرياضي مبارياته على ملعب سعيد بن جبير الواقع في مدينة الحي في محافظة واسط، بسعة 5,000 متفرج.

## الإنجازات والألقاب
بطل العراق لكرة السلة (دوري الشباب)

## الألعاب
- كرة القدم
- كرة السلة
- الشطرنج
- التايكواندو
- السباحة
- كمال الاجسام
- الملاكمة

## روابط خارجية
- مواهب كروية في نادي الحي
- النهرين يتغلب على الحي في بطولة أندية الأولى
- تسمية كادر تدريبي جديد لفريق نادي الحي الرياضي في واسط
- الاندية الرياضية العراقية
- فوز النهرين على نادي الحي ضمن دوري الكرة الممتاز
- اختتام بطولة واسط للأندية ببناء الاجسام ونادي الحي جاء بالمركز الثالث